# Hurius petrohue
Hurius petrohue là một loài nhện trong họ Salticidae.
Loài này thuộc chi Hurius. Hurius petrohue được María Elena Galiano miêu tả năm 1985.